# Cuitzeo del Porvenir
Cuitzeo del Porvenir oder kurz Cuitzeo (‚Ort der Tonkrüge‘) ist eine Stadt mit etwa 11.000 und Hauptort einer Gemeinde (municipio) mit etwa 30.000 Einwohnern im Norden des mexikanischen Bundesstaats Michoacán nahe der Grenze zum Bundesstaat Guanajuato. Wegen ihres historischen Zentrums zählt sie zu den Pueblos Mágicos.

## Lage
Cuitzeo liegt etwa 34 km (Fahrtstrecke) nördlich von Morelia, der Hauptstadt des Bundesstaates, am abflusslosen und oft vollständig oder teilweise ausgetrockneten Lago de Cuitzeo in einer Höhe von ca. 1850 m ü. d. M. Guanajuato, die Hauptstadt des benachbarten Bundesstaates Guanajuato, liegt etwa 150 km nördlich; bis nach Mexiko-Stadt sind es etwa 285 km in südöstlicher Richtung.

## Bevölkerung und Wirtschaft
Nur noch ein kleiner Teil der ehemals die Region dominierenden Einwohner vom Volksstamm der Purépecha spricht die traditionelle taraskische Sprache; Umgangssprache ist meist Spanisch. Auf den Feldern werden Mais, Bohnen, Gemüse, Agaven und Opuntien angebaut; in der Stadt selbst gibt es viele kleine Handwerksbetriebe und Geschäfte sowie diverse Dienstleistungseinrichtungen des Bank-, Schul- und Gesundheitswesens.

## Geschichte
Seit etwa 2500 v. Chr. ist die Gegend um Cuitzeo vom Volk der Purépecha bevölkert, welches auch die Azteken niemals unterwerfen konnten. Nach der Eroberung des Aztekenreichs durch die spanischen Konquistadoren unter Hernán Cortés ergab sich der Häuptling Tangaxuan II. kampflos; er wurde jedoch wenige Jahre später von den Spaniern ermordet. Im Jahr 1550 kamen die ersten Augustinerbrüder und gründeten am Cuitzeo-See eine Ordensniederlassung; dieses Jahr gilt heute als Gründungsdatum der Stadt (siehe Wappen). Nach Erreichen der mexikanischen Unabhängigkeit erhielt Cuitzeo im Jahr 1831 den Gemeindestatus.

## Sehenswürdigkeiten
- Hauptsehenswürdigkeit des Ortes ist der in den Jahren nach 1550 an der Plaza Mayor erbaute Augustiner-Konvent Santa María Magdalena mit seiner hohen einschiffigen Kirche und einer offenen Kapelle (Capilla abierta), die den Indios, denen die Teilnahme an religiösen Veranstaltungen innerhalb geschlossener Räume unbekannt war, dennoch die Teilnahme an der Messfeier und an den Predigten ermöglichte. Die Kirchenfassade besteht aus einem Renaissance-Portal mit darüber befindlichen plateresken Elementen. Der die linke Seite der Kirchenfassade stabilisierende Baukörper schießt nach oben mit einem Glockengiebel (espadaña) ab. Mehr noch als die Kirche selbst zieht der im Stil der Renaissance erbaute doppelgeschossige Kreuzgang (claustro) mit seinem zentralen Zisternenschacht die Aufmerksamkeit der Besucher auf sich. Die ehemalige Klosteranlage dient heute als Museum und kulturelle Begegnungsstätte.
- Die eher klassizistisch anmutende einschiffige Pfarrkirche der Nuestra Señora de Guadelupe steht ebenfalls am Hauptplatz. Ihre aus exakt behauenen Natursteinen erbaute Fassade wird auf beiden Seiten von Türmen stabilisiert, von denen jedoch nur der auf der linken Seite in einem Glockengeschoss mit aufgesetzten Krügen als Eckzier endet; die abschließende ‚Kuppel‘ ist glockenförmig gestaltet. Die von einer Laterne überhöhte Vierungskuppel ist mit glasierten Kacheln geschmückt und ebenfalls von steinernen Krügen oder Kelchen umrahmt. Auch das Innere der Kirche erhält durch sein klassizistisches Flair eine gewisse Ruhe und Ausgewogenheit.
- Der etwas außerhalb des Ortszentrums stehende Templo de Hospitalito war lange Zeit die wichtigste Indio-Kirche von Cuitzeo. Die Fassadengestaltung entspricht weitgehend derjenigen der Pfarrkirche – hier jedoch vermischen sich Bruch- und Hausteine; dafür hat die Kirche einen doppelgeschossigen Glockenturm. Das kleine einschiffige Innere ist schmucklos; es beherbergt jedoch ein sehenswertes Leinwandbild mit den überlieferten Legenden von der Erscheinung der Jungfrau von Guadelupe.

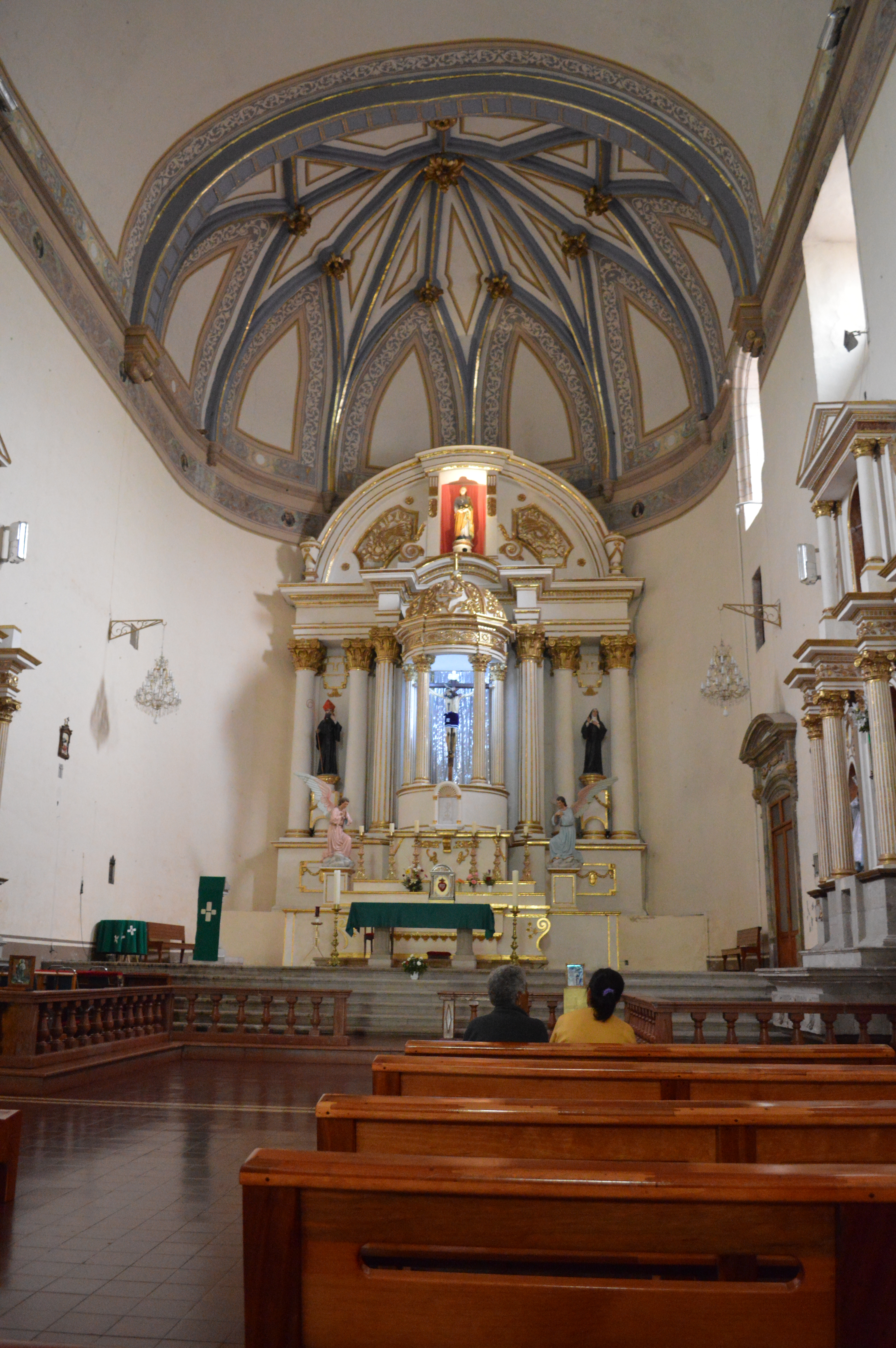
Schiff der Klosterkirche
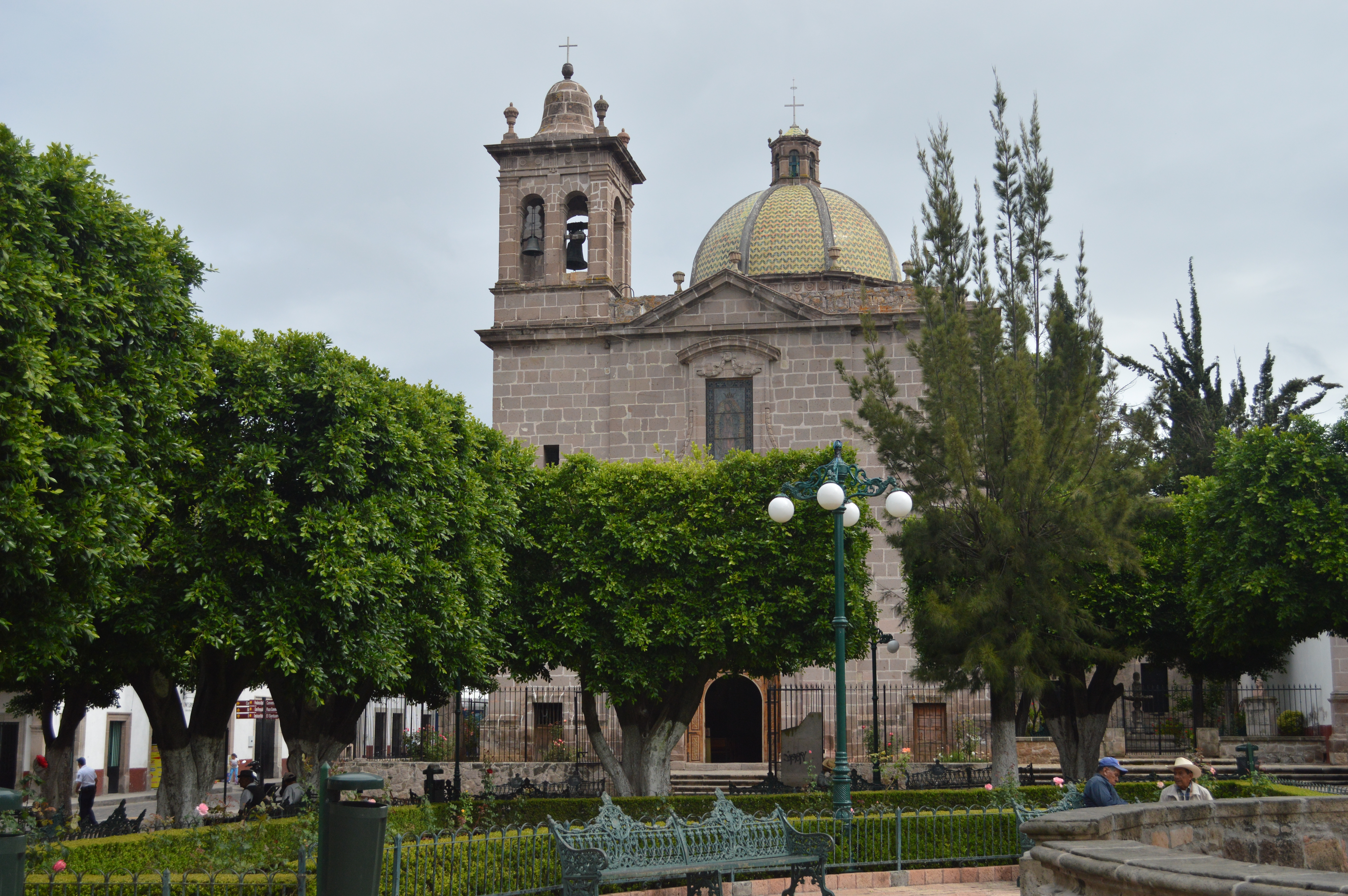
Pfarrkirche Nuestra Señora de Guadelupe
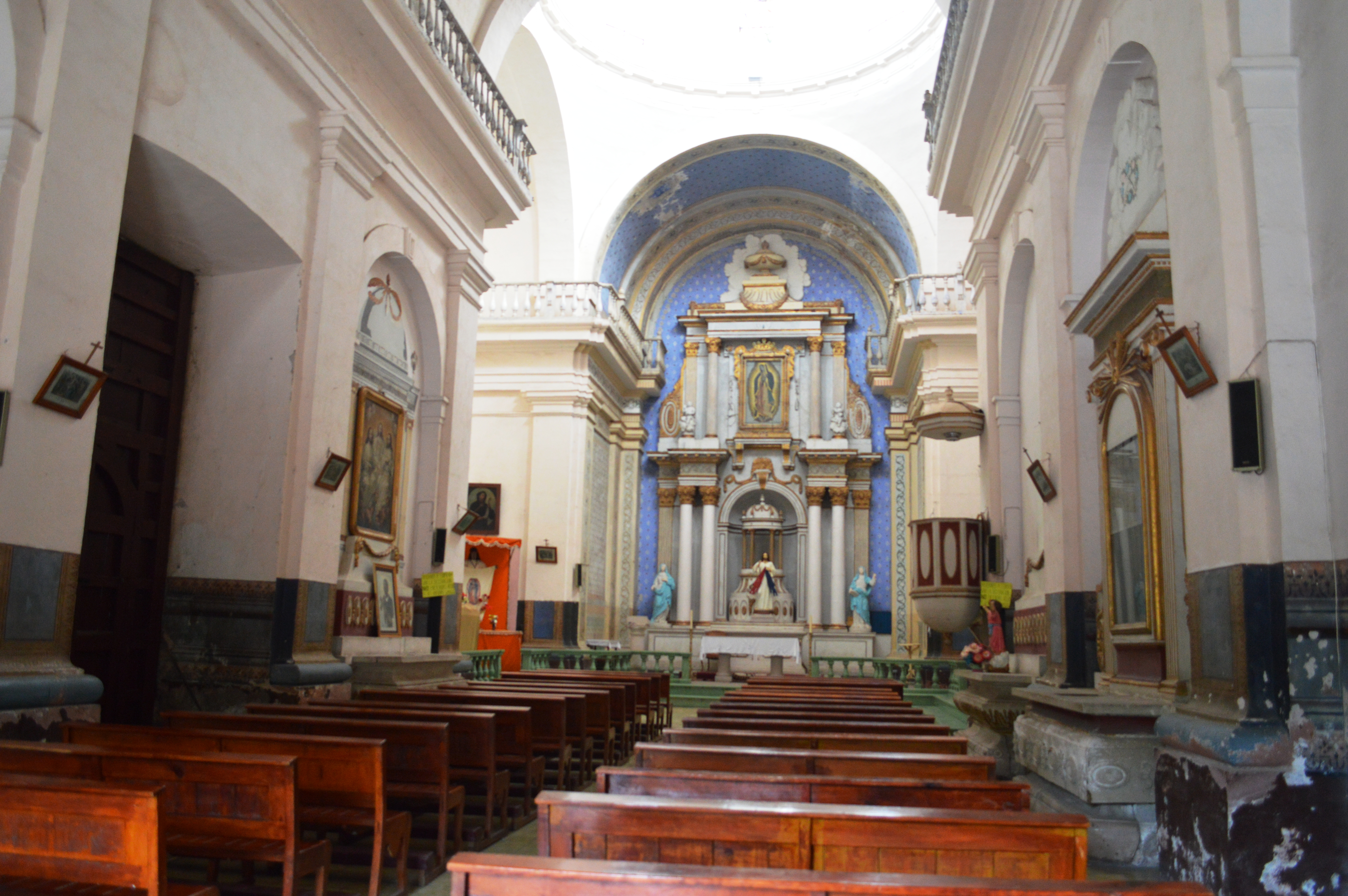
Kirchenschiff mit Altarretabel
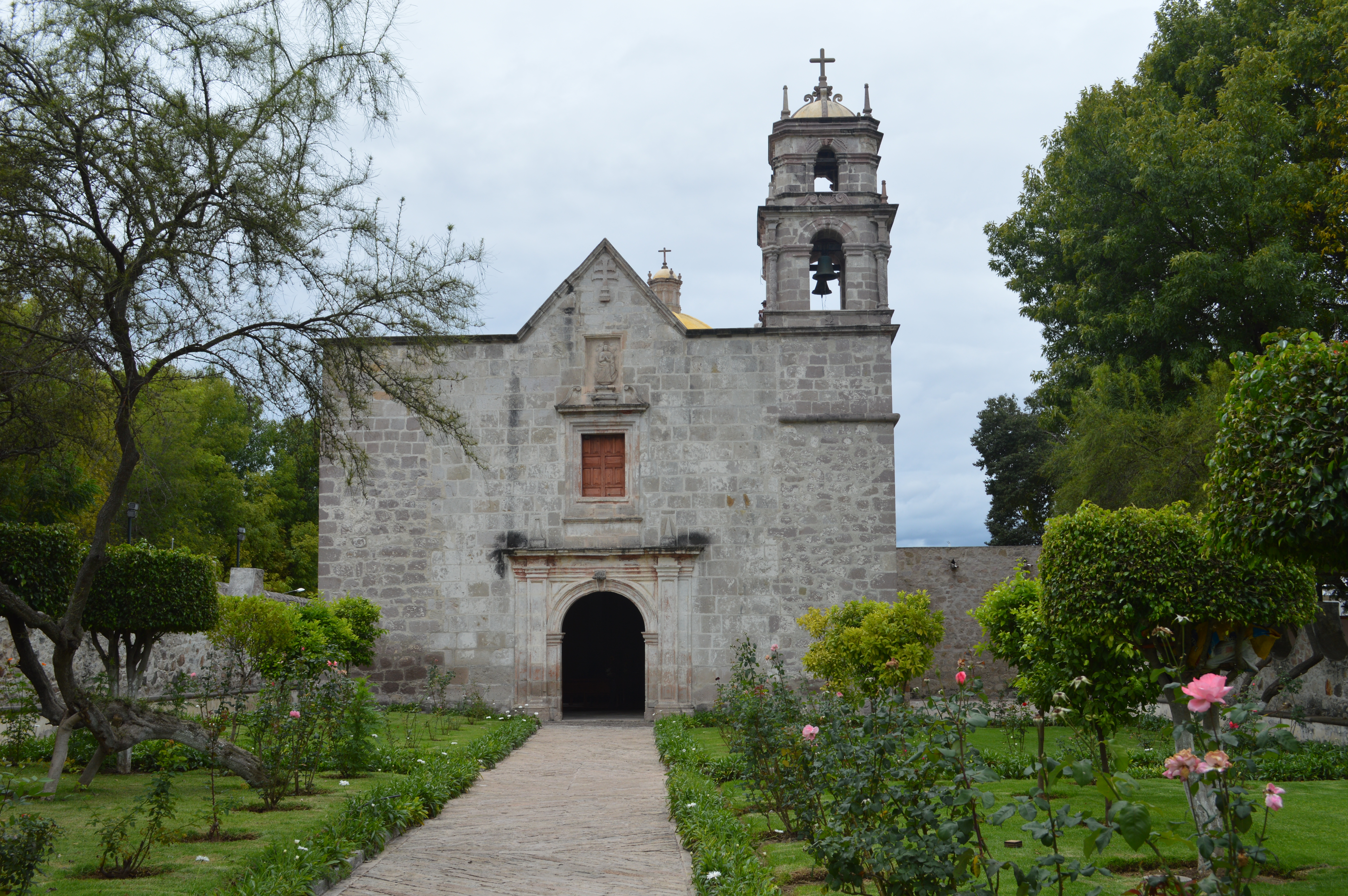
Templo de Hospitalito
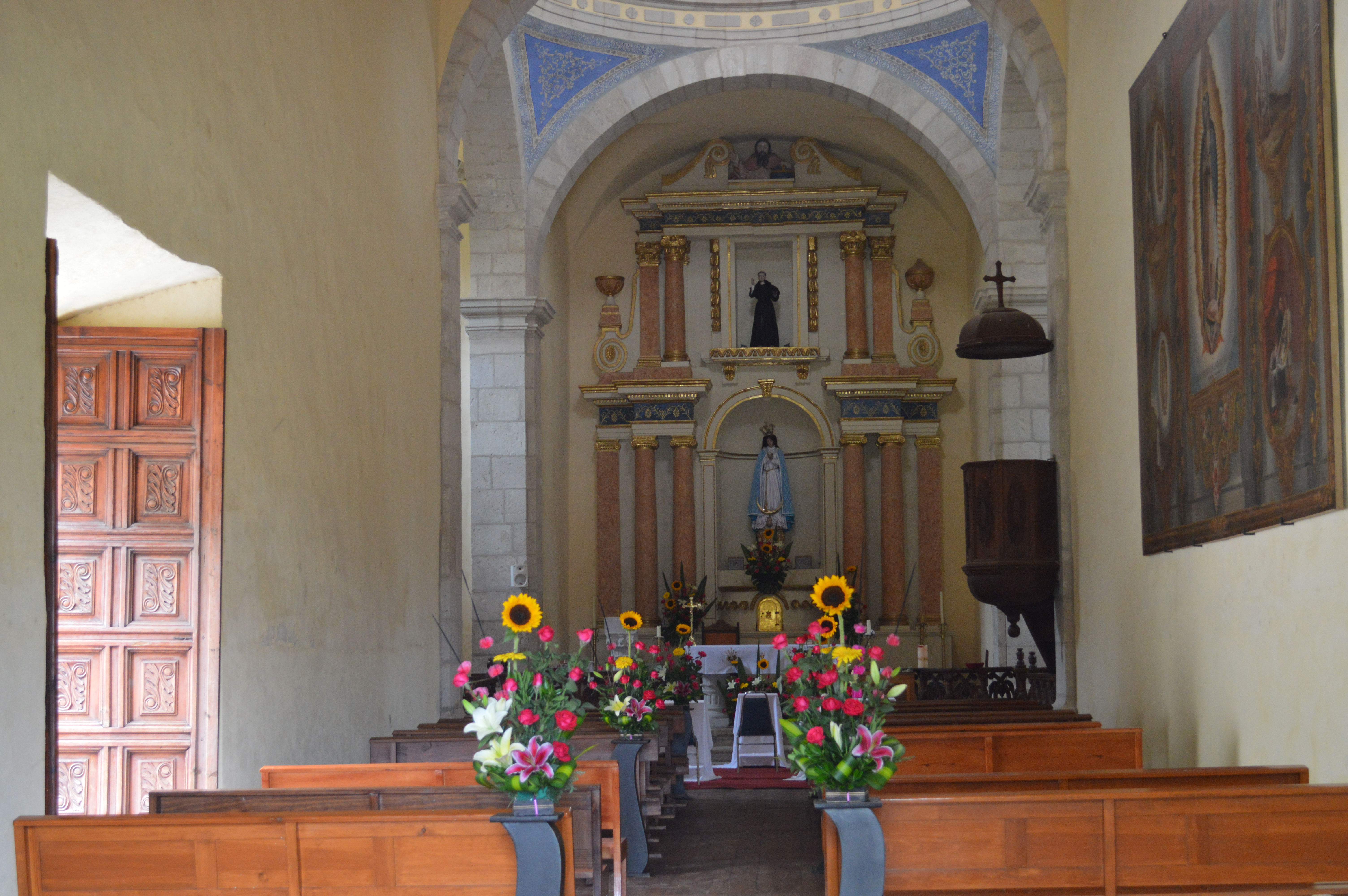
Kirchenschiff mit Retabel
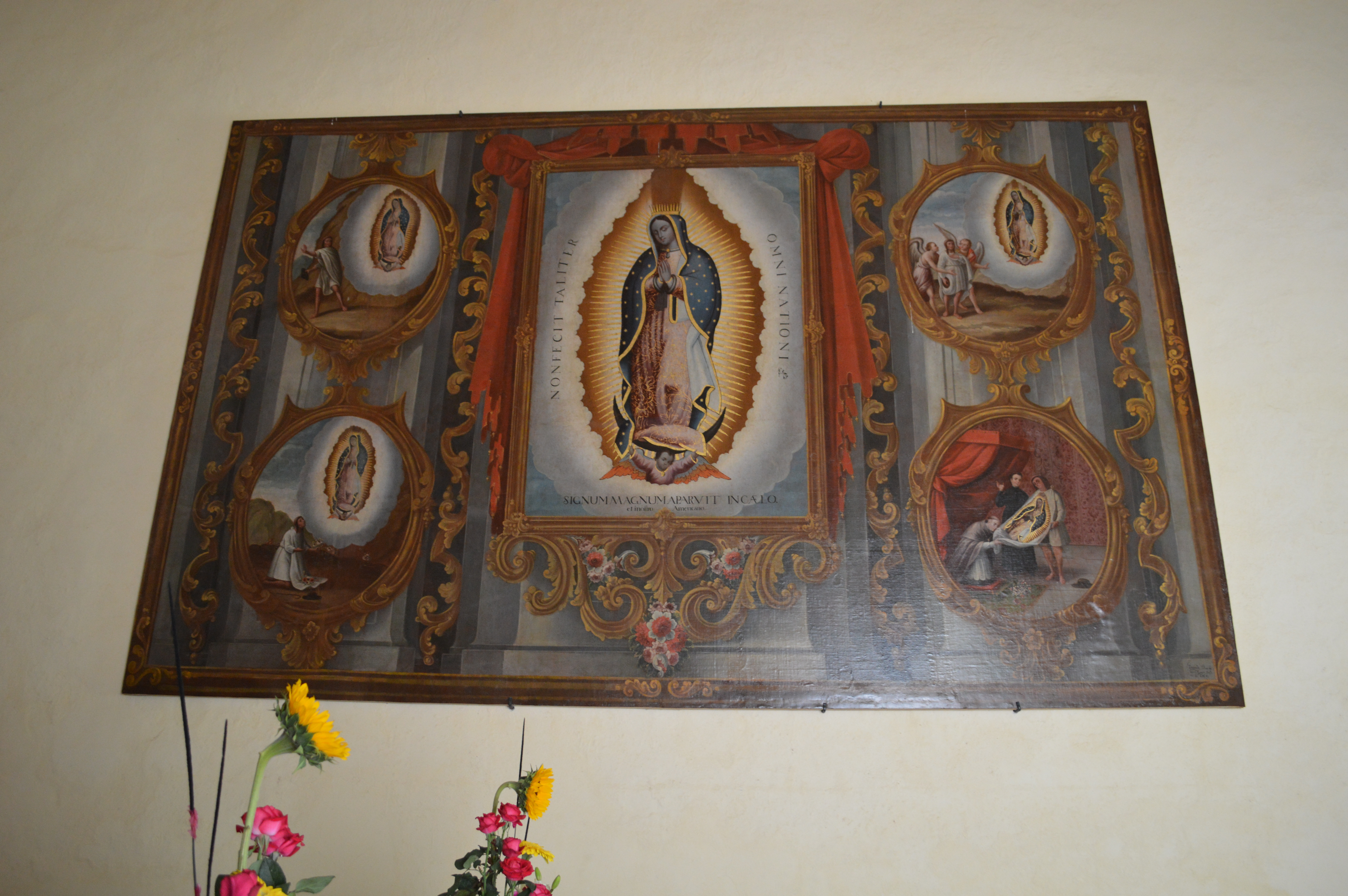
Bild mit Legenden der Jungfrau von Guadelupe